# Episodi di Ma che ti passa per la testa? (terza stagione)
La terza stagione della serie televisiva Ma che ti passa per la testa? è stata trasmessa in anteprima negli Stati Uniti d'America dalla Fox tra il 16 settembre 1993 e il 21 aprile 1994.
| nº | Titolo originale                     | Titolo italiano | Prima TV USA      | Prima TV Italia |
| -- | ------------------------------------ | --------------- | ----------------- | --------------- |
| 1  | Herm-Aphrodite                       |                 | 16 settembre 1993 |                 |
| 2  | There's a Fly Girl in My Soup        |                 | 23 settembre 1993 |                 |
| 3  | When Hermy Met Crawford's Daughter   |                 | 30 settembre 1993 |                 |
| 4  | When Hairy Met Hermy                 |                 | 7 ottobre 1993    |                 |
| 5  | Over Herman's Head                   |                 | 14 ottobre 1993   |                 |
| 6  | Jaybo & Weesie: A Love Story         |                 | 21 ottobre 1993   |                 |
| 7  | Hermo-tivated                        |                 | 26 ottobre 1993   |                 |
| 8  | Jay Is for Jealousy                  |                 | 4 novembre 1993   |                 |
| 9  | Trouble in Paradise                  |                 | 11 novembre 1993  |                 |
| 10 | When Hermy Met Maureen McCormick     |                 | 18 novembre 1993  |                 |
| 11 | An Actor Prepares                    |                 | 2 dicembre 1993   |                 |
| 12 | A Decent Proposal                    |                 | 16 dicembre 1993  |                 |
| 13 | When Hermy Met Crawford's Girlfriend |                 | 30 dicembre 1993  |                 |
| 14 | Three on a Match                     |                 | 13 gennaio 1994   |                 |
| 15 | You Say Tomato                       |                 | 3 febbraio 1994   |                 |
| 16 | Once More with Feeling               |                 | 10 febbraio 1994  |                 |
| 17 | The Herm from Ipanema                |                 | 17 febbraio 1994  |                 |
| 18 | Bedtime for Hermo                    |                 | 10 marzo 1994     |                 |
| 19 | Herm-in the Time of Cholera          |                 | 24 marzo 1994     |                 |
| 20 | Absence Makes the Head Grow Fonder   |                 | 7 aprile 1994     |                 |
| 21 | A Head in the Polls                  |                 | 14 aprile 1994    |                 |
| 22 | First Impressions                    |                 | 21 aprile 1994    |                 |